# マクニャーガ
マクニャーガ（伊: Macugnaga）は、イタリア共和国ピエモンテ州ヴェルバーノ・クジオ・オッソラ県にある、人口約600人の基礎自治体（コムーネ）。

## 地理

### 位置・広がり
| 隣接するコムーネは以下の通り。括弧内のVCはヴェルチェッリ県、CH-VSはスイスヴァレー州所属を示す。 - アラーニャ・ヴァルセージア (VC) - カルコーフォロ (VC) - チェッポ・モレッリ - リーマ・サン・ジュゼッペ (VC) - Saas Almagell (CH-VS) - Zermatt (CH-VS) |

## 行政
- 代表: Stefano Corsi (lista civica)（2011年05月16日選出）

### 分離集落
マクニャーガには、以下の分離集落（フラツィオーネ）がある。
Borca, Dorf, Fornarelli, Isella, Mondelli, Motta, Opaco, Pecetto, Pecetto Inferiore, Pestarena, Quarazza, Ripa, Ronco, Stabioli, Staffa (sede comunale), Testa